# 310'erne f.Kr.
Århundreder: 5. århundrede f.Kr. – 4. århundrede f.Kr. – 3. århundrede f.Kr.
Årtier: 360'erne f.Kr. 350'erne f.Kr. 340'erne f.Kr. 330'erne f.Kr. 320'erne f.Kr. – 310'erne f.Kr. – 300'erne f.Kr. 290'erne f.Kr. 280'erne f.Kr. 270'erne f.Kr. 260'erne f.Kr.
År: 319 f.Kr. 318 f.Kr. 317 f.Kr. 316 f.Kr. 315 f.Kr. 314 f.Kr. 313 f.Kr. 312 f.Kr. 311 f.Kr. 310 f.Kr.